# Liste der Einträge im National Register of Historic Places im Crenshaw County
Die Liste der Registered Historic Places im Crenshaw County in Alabama führt alle Bauwerke und historischen Stätten im Crenshaw County auf, die in das National Register of Historic Places aufgenommen wurden.

## Aktuelle Einträge
| Lfd. Nr. | Name                       | Bild | Datum der Eintragung | Adresse/Lage | Ort           | ID-Nr.   | Beschreibung |
| -------- | -------------------------- | ---- | -------------------- | --- | ------------- | -------- | ------------ |
| 1        | Brantley Historic District |      | 2. Juni 2004         | grob begrenzt von Sasser St., Fulton Ave., Peachtree St., Wyatt St. und der Bahngleise der Central of Georgia RR | Brantley      | 04000558 |              |
| 2        | Kirkpatrick House          |      | 25. Feb. 1975        | westlich von Highland Home an der U.S. 331                                                                       | Highland Home | 75000309 |              |
| 3        | Luverne Historic District  |      | 14. Jan. 2005        | begrenzt durch 1st St., 6th St., Legrande Ave., Glenwood Ave., Folmar Ave. und Hawkins Ave.                      | Luverne       | 04000926 |              |